# 甘道水库
甘道水库是中国广西壮族自治区贵港市横县云表镇境内的一座水库，位于郁江支流云表河上，建于1972年。水库正常库容为880万立方米，集雨面积为53平方千米，海拔为184.7米。